# The Mandalorian
The Mandalorian è una serie televisiva statunitense del 2019 ideata da Jon Favreau e prodotta da Lucasfilm. È distribuita sulla piattaforma streaming Disney+ dal 12 novembre 2019, data di lancio del servizio negli Stati Uniti.
È la prima serie televisiva live action ambientata nell'universo di Guerre stellari. Le vicende si svolgono circa cinque anni dopo quelle narrate nel film Il ritorno dello Jedi e 25 anni prima di quelle de Il risveglio della Forza. Il protagonista è Din Djarin, un cacciatore di taglie mandaloriano che opera oltre i confini della Nuova Repubblica. I produttori esecutivi della serie sono Jon Favreau, Dave Filoni, Kathleen Kennedy e Colin Wilson. Favreau è inoltre showrunner e capo sceneggiatore.
La prima stagione, composta da otto episodi, è stata accolta positivamente da critica e pubblico. Ha inoltre ricevuto una candidatura come miglior serie televisiva drammatica ai 72º Primetime Emmy Awards e ha vinto sette Primetime Creative Arts Emmy Awards. La seconda stagione, anch'essa accolta positivamente e composta da 8 episodi, ha debuttato il 30 ottobre 2020. Una terza e ultima stagione è stata pubblicata a partire dal 1º marzo 2023.

## Trama

### Prima stagione
Pochi anni dopo la caduta dell'Impero Galattico, nelle remote regioni ai confini della Nuova Repubblica, un solitario cacciatore di taglie chiamato il Mandaloriano (chiamato anche col diminutivo "Mando") svolge il proprio "mestiere" sotto la gilda guidata da Greef Karga.
Mando, pur di ricevere una bella ricompensa, accetta l'incarico di recuperare per conto di un cliente sconosciuto una creatura di 50 anni, il Bambino, appartenente alla stessa specie di Yoda e capace anch'egli di controllare la Forza. Mando consegna il Bambino al cliente, che scopre essere un ex ufficiale imperiale a capo di una guarnigione di stormtrooper; poco dopo tuttavia si pente del proprio gesto e torna a recuperarlo. Deve quindi fuggire con lui, inseguito da tutti i migliori cacciatori di taglie che danno la caccia al Bambino e da una guarnigione di Imperiali sotto la guida di Moff Gideon.
Nel corso del suo viaggio, Mando otterrà anche degli alleati, come l'ex-ribelle Cara Dune, la meccanica Peli Motto, l'Ugnaught Kuill e il droide IG-11. Insieme a loro, Mando torna su Nevarro, pianeta sede della sua gilda, dove lui e Greef escogitano un piano per liberarsi di Gideon e degli ex-imperiali. La missione non va come pianificato, ma alla fine, seppur al prezzo del sacrificio di Kuill e IG-11, riescono a sconfiggere Gideon. Dunque, Mando e il Bambino ripartono, seguendo il consiglio della saggia Armaiola del clan Mandaloriano, per cercare i simili del piccolo, i Jedi.

### Seconda stagione
Il Mandaloriano è alla ricerca di altri mandaloriani per ottenere informazioni su dove trovare i simili del Bambino.
Su Tatooine incontra lo sceriffo Cobb Vanth che indossa l’armatura appartenuta a Boba Fett; dopo un rifiuto iniziale, Vanth cede l’armatura a Mando.
Durante il loro viaggio, Mando e il Bambino vengono aiutati da tre Mandaloriani tra cui c’è anche Bo-Katan Kryze, che sa dove trovare un Jedi, e che vuole ottenere un antico cimelio di Mandalore, la spada oscura, che è nelle mani di Moff Gideon; grazie alle sue informazioni, Mando e il Bambino partono per andare da Ahsoka Tano. Ahsoka rivela che il vero nome del Bambino è Grogu, e dice a Mando di non poterlo addestrare, ma gli suggerisce di portarlo sul pianeta Tython e di porlo su una roccia al centro di un antico tempio Jedi dove potrà essere percepito da altri Jedi.
Mando sul pianeta incontra Fett (a cui restituisce l'armatura) e la sua socia Fennec Shand; quando Grogu viene rapito dagli imperiali di Moff Gideon, i due cacciatori di taglie decidono di aiutare Mando a ritrovare il Bambino.
Penetrati all'interno dell'incrociatore assieme a Cara Dune, Bo-Katan ed ad altri alleati, riescono a catturare Gideon e a liberare Grogu. Mentre il gruppo si trova assediato dai droidi imperiali, un misterioso Jedi si fa largo attraverso i corridoi sterminando i droidi a colpi di spada laser: questi raggiunge la plancia e si rivela essere Luke Skywalker, il quale aveva percepito Grogu da Tython. Skywalker decide di addestrarlo; Mando allora si toglie l'elmo e saluta Grogu, promettendogli che prima o poi si incontreranno di nuovo.

### Terza stagione
Dopo gli eventi della prima stagione di The Book of Boba Fett, Grogu è tornato con Mando. L'Armaiola informa il Mandaloriano che secondo il credo lui è diventato un apostata essendosi tolto l'elmo. L'unico modo per redimersi da questo peccato è immergersi nelle Acque Viventi che si trovano sotto le miniere di Mandalore. Mandalore è il pianeta natio dei mandaloriani ed è stato letteralmente polverizzato e reso inadatto alla vita durante una passata guerra con le forze imperiali. Ma Mando decide comunque di andarci per potersi così redimere.
Mando riesce nella sua missione, seppur con difficoltà, venendo aiutato da Bo-Katan che si immerge anch'ella nelle Acque Viventi. Tornati dagli altri mandaloriani Mando viene riammesso nel clan e con lui Bo-Katan. Successivamente i Mandaloriani aiutano Greef Karga a liberare Nevarro dai pirati di Gorian Shard, ottenendo il permesso di stabilirsi su Nevarro.
Dopo che Mando restituisce a Bo-Katan la spada oscura, che aveva strappato a Moff Gideon, la loro nuova missione è quella di riunire tutti gli adepti Mandaloriani dispersi nell'universo per riprendersi Mandalore. Nel frattempo, emerge il fatto che Moff Gideon, che era stato arrestato dalla Nuova Repubblica, è evaso con la complicità di una misteriosa organizzazione chiamata Consiglio Ombra e sta per tornare più forte di prima.
Dopo essersi ricongiunti con un altro clan di Mandaloriani che facevano i mercenari, Bo-Katan convince tutti i Mandaloriani a tornare su Mandalore per ristabilirsi lì. Ma una volta giunti sul pianeta, scoprono che Moff Gideon li ha preceduti, e che egli ha creato per sé e per i suoi stormtroopers delle armature di Beskar, l'acciaio mandaloriano. Inoltre, Mando scopre che l'obiettivo di Gideon è da sempre quello di creare dei propri cloni sensibili alla forza. Durante l'epica battaglia finale, Mando, Bo-Katan e Grogu riescono a sconfiggere Gideon, che rimane coinvolto nell'esplosione della propria base.
Alla fine, mentre Bo-Katan e gli altri iniziano la ricreazione della civiltà di Mandalore, il Mandaloriano adotta Grogu e va a vivere su Nevarro, accettando inoltre un nuovo lavoro da cacciatore di taglie, questa volta al servizio della Nuova Repubblica e non di boss criminali.

## Episodi
| Stagione         | Episodi | Pubblicazione |
| ---------------- | ------- | ------------- |
| Prima stagione   | 8       | 2019          |
| Seconda stagione | 8       | 2020          |
| Terza stagione   | 8       | 2023          |

## Personaggi e interpreti

### Personaggi principali
- Il Mandaloriano (The Mandalorian) (stagione 1-in corso), nato Din Djarin e spesso chiamato semplicemente "Mando",[N 1] interpretato da Pedro Pascal,[11][12][13][14] doppiato da Andrea Mete.
Un pistolero e cacciatore di taglie solitario. È un "trovatello" che fu salvato in giovane età da altri Mandaloriani. Pascal ha paragonato il suo personaggio a quelli interpretati da Clint Eastwood, attribuendogli abilità di combattimento avanzate e un "discutibile carattere morale".[15][16] Le controfigure, nella maggior parte delle scene con l'elmo indossato, sono Brendan Wayne e Lateef Crowder dos Santos, quest'ultimo per le scene d'azione e combattimento.[17]
- Il Bambino (The Child) (stagione 1-in corso), nato Grogu, animato da vari burattinai.
Un giovanissimo membro della stessa specie del maestro Yoda, con abilità nell'uso della Forza. Nonostante l'apparenza e il comportamento da infante, il Bambino ha 50 anni di età, in quanto la sua specie invecchia molto lentamente. All'inizio della serie, il Cliente offre una grande ricompensa a chiunque riesca a consegnarglielo. Viene trovato e protetto dal Mandaloriano.[18] Viene spesso chiamato, erroneamente, "Baby Yoda" dai fan e dai media.[19] Nell’episodio Capitolo 13: La Jedi, Ahsoka Tano, dopo aver parlato telepaticamente con lui, rivela che il vero nome del bambino è Grogu.[20]
- Bo-Katan Kryze (stagione 3-in corso; ricorrente stagione 2), interpretata da Katee Sackhoff, doppiata da Claudia Catani.[21][22]

### Personaggi ricorrenti
Gli interpreti dei seguenti personaggi sono stati accreditati come comprimari (co-starring) nei titoli di coda di almeno due episodi di una singola stagione della serie.
- Greef Karga (stagione 1-3),[23] interpretato da Carl Weathers, doppiato da Paolo Marchese.
Ex magistrato e capo di una gilda di cacciatori di taglie che assume il Mandaloriano per localizzare il Bambino.[15][24]
- Il Cliente (The Client) (stagione 1), interpretato da Werner Herzog, doppiato da Gianni Giuliano.
Un uomo senza nome protetto da alcuni stormtrooper, che chiede al Mandaloriano di trovare e portargli il Bambino.[25][26]
- Dottor Pershing (stagione 1-in corso),[23] interpretato da Omid Abtahi, doppiato da Daniele Giuliani.
Uno scienziato che lavora per il Cliente.[25][27]
- Kuiil (stagione 1), doppiato in originale da Nick Nolte e in italiano da Ennio Coltorti.
Un estrattore di umidità ugnaught che ha riacquistato la libertà dopo essere stato schiavizzato dall'Impero.[28] Misty Rosas ha interpretato il personaggio in motion capture.[29]
- IG-11 (stagione 1; guest star stagione 3), doppiato in originale da Taika Waititi e in italiano da Carlo Scipioni.[15][30] Un letale droide cacciatore di taglie, che elabora le conversazioni in modo preciso e letterale. Dopo aver tentato di uccidere il Bambino ed essere stato fermato da Djarin, IG-11 viene riprogrammato da Kuiil per proteggere proprio il Bambino.
- Armaiola (stagione 1; stagione 3-in corso), interpretata da Emily Swallow, doppiata da Francesca Fiorentini.[19][25]
Un'armaiola Mandaloriana che forgia armature ed equipaggiamenti per i suoi compatrioti. Forgia l'armatura di Djarin con l'acciaio Beskar e fa rispettare la tradizione tra i Mandaloriani sopravvissuti.
- Carasynthia "Cara" Dune (stagioni 1-2),[23] interpretata da Gina Carano, doppiata da Gaia Bolognesi.
Un ex soldato ribelle, ora mercenaria, originaria di Alderaan, che combatté nella guerra civile per l'Alleanza Ribelle.[15][31]
- Peli Motto (stagione 1, 3-in corso; ricorrente stagione 2), interpretata da Amy Sedaris, doppiata da Giò Giò Rapattoni.
Un'irascibile addetta alla baia di attracco e meccanica navale su Tatooine.[32]
- Fennec Shand (stagione 1; ricorrente stagione 2), interpretata da Ming-Na Wen, doppiata da Laura Lenghi.[33]
- Moff Gideon (stagione 1-3),[23] interpretato da Giancarlo Esposito, doppiato da Luca Biagini.[25][34]
Ex ufficiale della sicurezza imperiale (Imperial Security Bureau), la polizia segreta dell'Impero, la cui vita è cambiata dopo che i ribelli hanno distrutto la seconda Morte Nera. È venuto in possesso della spada laser oscura.
- Boba Fett (stagione 2-in corso), interpretato da Temuera Morrison, doppiato da Roberto Pedicini.[33][35]
- Signora Rana (stagione 2), interpretata da Misty Rosas.[36]
- Koska Reeves (stagione 2), interpretata da Mercedes Varnado, doppiata da Luisa D'Aprile.[22]

## Produzione

### Genesi
L'idea di realizzare una serie live-action da parte della Lucasfilm risale al 2009. Al 2012 erano state scritte oltre 50 sceneggiature, ma per l'elevato costo di produzione preventivato e dei contenuti complicati l'idea venne inizialmente scartata. Il titolo di lavorazione era Star Wars: Underworld. Il 30 ottobre 2012 Disney acquisisce la Lucasfilm e l'allora presidente della ABC Paul Lee a gennaio 2013 disse che avrebbe parlato dei potenziali progetti su serie live-action per il franchise nell'incontro col la Lucasfilm.
Nell'estate del 2017 Jon Favreau, mentre dirigeva il remake fotorealistico de Il re leone per la Walt Disney Pictures, propose a Kennedy per la prima volta l'idea di quello che è diventato The Mandalorian. Kennedy mise Favreau in contatto con Filoni, in quanto anche lui aveva creato una serie incentrata sui Mandaloriani, così da poterne discuterne. Nel 2008 Favreau e Filoni si erano già incontrati allo Skywalker Ranch quando Favreau stava lavorando ad Iron Man e Filoni stava lavorando alla prima stagione di The Clone Wars e Favreau doppiò il personaggio mandaloriano, Pre Vizsla in The Clone Wars per Filoni. Insieme hanno unito la conoscenza della storia mandaloriana di Filoni all'idea del pistolero solitario di Fevreau. Filoni iniziò a fare degli scarabocchi su dei fogli di quello che sarebbe diventato Grogu. Favreau voleva esplorare la "feccia e la malvagità" dell'universo di Guerre stellari dopo gli eventi del film Il ritorno dello Jedi. Ogni giorno, dopo il lavoro, Favreau rimaneva fino a tardi sul set di realtà virtuale de Il re leone a Playa Vista per lavorare qualche ora in più allo sviluppo del suo progetto televisivo segreto.

### Sviluppo
Prima stagione

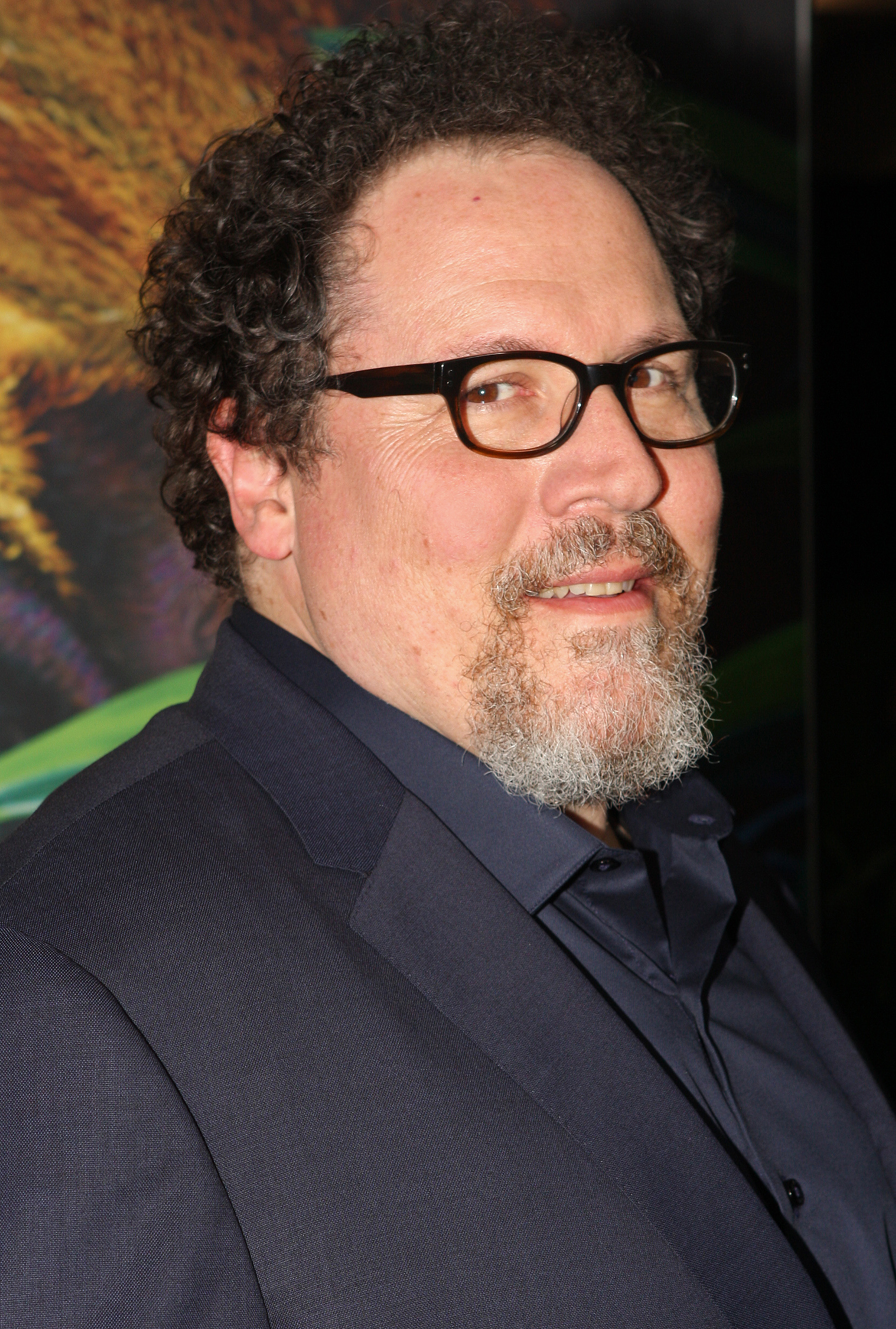
È stato Jon Favreau a lanciare inizialmente l'idea di The Mandalorian

Il 9 novembre 2017 venne annunciato da Bob Iger, CEO Disney, che Disney e Lucasfilm stavano lavorando a una serie live-action di Guerre stellari (The Mandalorian) per l'imminente lancio del servizio di streaming Disney. Il 6 febbraio 2018 fu annunciato da più parti che erano in fase di sviluppo anche altre serie televisive live-action di Guerre stellari. L'8 marzo 2018 fu annunciato che la serie sarebbe stata scritta e prodotta da Jon Favreau. Kennedy ha aggiunto che la serie è stata un'opportunità per un gruppo eterogeneo di scrittori e registi di creare delle storie su Guerre stellari, dopo che i film del franchise erano stati criticati per essere stati scritti e diretti da soli uomini bianchi. Secondo Famuyiwa, Favreau aveva descritto quel gruppo di persone come "una crew di Quella sporca dozzina, I magnifici sette".
Nel maggio del 2018 Favreau ha dichiarato che metà della sceneggiatura era stata completata. Il 3 ottobre dello stesso anno Favreau rivelò che il titolo della serie sarebbe stato The Mandalorian e annunciò la sua sinossi. Il giorno successivo furono rivelati i produttori esecutivi: Dave Filoni (noto per The Clone Wars e Star Wars Rebels), Kathleen Kennedy e Colin Wilson con Karen Gilchrist come co-produttrice esecutiva e registi aggiuntivi tra cui Taika Waititi, Bryce Dallas Howard, Rick Famuyiwa e Deborah Chow. Pedro Pascal ha descritto la serie come se prendesse le sfumature space western dei film di Guerre stellari "e le infondesse di steroidi".
Ogni episodio della stagione è costato dai 12 ai 15 milioni di dollari, per un budget complessivo di 100 milioni di dollari.
Seconda stagione
Il 12 luglio 2019, durante la conferenza stampa del remake de Il re leone, Favreau disse di aver già scritto le sceneggiature per la stagione e che era in fase di pre-produzione. L'avvio della stagione ha comportato meno costi, permettendo di utilizzare più budget per ogni episodio. Iger ha annunciato nel febbraio 2020 che la stagione sarebbe stata pubblicata a partire da ottobre.
Rick Famuyiwa è tornato come regista nell'agosto 2019, invece Taika Waititi non è tornato a causa della programmazione con il suo nuovo film Next Goal Wins. Favreau ha diretto un episodio della stagione e ha detto che era stato troppo impegnato con la produzione de Il re leone per dirigere un episodio della prima stagione. Alla fine di ottobre 2020 è stato confermato che Carl Weathers dirigerà un episodio della stagione; Favreau glielo aveva promesso quando era stato assunto come co-protagonista della prima stagione. Filoni è tornato alla regia della stagione nel marzo 2020. Il 4 maggio, lo Star Wars Day, Robert Rodriguez e Peyton Reed hanno rivelato di aver diretto alcuni episodi della stagione. Rodriguez non era originariamente destinato a dirigere un episodio, ma si è aggiunto come sostituto dell'ultimo minuto. A giugno, Bryce Dallas Howard è tornata a dirigere un episodio della stagione.
La stagione inizia "direttamente" dopo la fine della prima stagione, con il Mandaloriano che protegge il "Bambino" e cerca la sua casa. Favreau ha dichiarato che la seconda stagione introdurrà una storia più ampia, con episodi "meno isolati" rispetto a quelli della prima stagione, anche se ha detto che ogni episodio della seconda stagione avrà comunque "la sua grande sostanza". Ha aggiunto che i nuovi personaggi introdotti nella seconda stagione saranno accompagnati da nuove trame, permettendo alla serie di iniziare a esplorare storie diverse da quella del Mandaloriano. Favreau si è ispirato alle molteplici trame de Il Trono di Spade, un approccio che ha definito "molto attraente per uno spettatore".
Terza stagione
Alla fine di aprile 2020 Favreau dichiarò di aver già iniziato a lavorare alla stagione, in contemporanea ad altri lavori di pre-produzione. A settembre, il co-protagonista Giancarlo Esposito ha detto che la seconda stagione "inizierà a gettare le basi per la profondità e l'ampiezza che arriveranno nella terza e nella quarta stagione, dove si inizierà ad ottenere delle risposte." Dopo che il finale della seconda stagione ha annunciato The Book of Boba Fett per dicembre 2021, è stato ipotizzato che la terza stagione avrebbe spostato l'attenzione dal Mandaloriano a Boba Fett. Favreau ha subito chiarito che The Book of Boba Fett era una serie spin-off già in produzione da dicembre 2020, mentre la terza stagione si sarebbe concentrata sempre sul Mandaloriano. Rick Famuyiwa, che ha diretto le prime due stagioni, sarà produttore esecutivo per della stagione.
Famuyiwa ha dichiarato che la stagione avrebbe risolto una serie di punti della trama stabiliti nelle precedenti stagioni e in The Book of Boba Fett, in particolare negli ultimi due episodi, concludendo il primo capitolo di queste storie collegate. La stagione avrebbe anche gettato delle basi sulla direzione che avrebbe preso la trama collegata.
Quarta stagione
Alla fine di maggio del 2022, Favreau ha iniziato a scrivere la stagione dicendo che era stato informato dalle serie Ahsoka e Skeleton Crew. La sceneggiatura della stagione è stata completata a febbraio 2023.

### Cast
Prima stagione
Nel novembre 2018, fu annunciato che Pedro Pascal, Gina Carano e Nick Nolte avrebbero interpretato ruoli da protagonista. Inizialmente Pascal pensava di dover interpretare Boba Fett a causa delle somiglianze visive tra quel personaggio e il Mandaloriano. Favreau ha definito Pascal "una classica star del cinema" che "ha la presenza e la/e abilità" necessarie per interpretare un personaggio in gran parte nascosto sotto un elmo. Pascal ha in seguito lavorato con Favreau e Filoni per registrare i dialoghi del personaggio. Il 12 dicembre, fu annunciato che Giancarlo Esposito, Carl Weathers, Emily Swallow, Omid Abtahi e Werner Herzog si erano uniti al cast principale. Il 21 marzo 2019, fu rivelato che Taika Waititi stava registrando una voce per la serie, ipotizzata essere il droide cacciatore di taglie IG-88, ma che un mese dopo si rivelò essere un nuovo personaggio chiamato IG-11. Il personaggio di Weathers, Greef Karga, in origine doveva essere un alieno ucciso nel terzo episodio; ma il trucco prostetico è stato rimosso e il ruolo esteso durante la produzione. Il filmato mostrato durante la Star Wars Celebration nell'aprile 2019 rivelò che Bill Burr e Mark Boone Junior facevano parte del cast della serie, con Burr che interpretava un fuorilegge. Al D23 Expo di agosto, fu rivelato che Ming-Na Wen sarebbe stata Fennec Shand. La partecipazione al cast di Julia Jones fu annunciata a settembre.
Seconda stagione
Nel marzo 2020 è stato riferito che Rosario Dawson sarebbe stata Ahsoka Tano. Dawson aveva precedentemente espresso il suo interesse ad interpretare il suo ruolo in live-action dopo che il suo casting era stato suggerito da un fan nel febbraio 2017. Poco dopo, Michael Biehn si unì al cast come cacciatore di taglie. A maggio, è stato detto che Temuera Morrison avrebbe ripreso il ruolo di Boba Fett. Ancora prima che il ruolo di Morrison fosse confermato, Boba Fett apparve brevemente nell'episodio Capitolo 5: Il pistolero. Poco dopo, Katee Sackhoff avrebbe ripreso il suo ruolo di Bo-Katan Kryze e Timothy Olyphant sarebbe apparso nella stagione, come Cobb Vanth. Nel settembre 2020 è stato annunciato che Mercedes Varnado sarebbe stata la mandaloriana Koska Reeves, un membro dei Nite Owls. Paul Sun-Hyung Lee interpreta il pilota Carson Teva. Nel finale della stagione, Luke Skywalker appare insieme al suo droide R2-D2, Mark Hamill riprende il suo ruolo dai film di Guerre stellari, con Max Lloyd-Jones che funge da controfigura sul set. Matthew Wood riprende il ruolo di Bib Fortuna da La minaccia fantasma.
Terza stagione
A novembre 2020 Esposito ha dichiarato di aspettarsi un ruolo più importante nella terza stagione rispetto alle precedenti. Nella stagione tornano Carl Weathers nel ruolo di Greef Karga, Katee Sackhoff nel ruolo di Bo-Katan Kryze, Emily Swallow nel ruolo dell'Armaiola, Amy Sedaris nel ruolo di Peli Motto, Omid Abtahi nel ruolo del Dottor Pershing, Simon Kassianides nel ruolo di Axe Woves e Mercedes Varnado nel ruolo di Koska Reeves. Katy O'Brian nel ruolo della co-protagonista Elia Kane, che riprende il ruolo dalla seconda stagione, mentre Ahmed Best nel ruolo del co-protagonista Maestro Jedi Kelleran Beq, ruolo che Best ha interpretato nel game show per bambini Star Wars: Jedi Temple Challenge. Anche Paul Sun-Hyung Lee riprende il suo ruolo di Carson Teva.
Nel marzo 2022 Christopher Lloyd è stato annunciato come guest star nel ruolo di Commissario Helgait. A maggio 2022 è stato annunciato che Tim Meadows sarebbe apparso nella stagione, nel ruolo del Colonnello Tuttle della Nuova Repubblica e anche il personaggio Babu Frik di Star Wars - L'ascesa di Skywalker insieme ad altri membri della sua specie.

### Riprese
Prima stagione
Le riprese sono iniziate ad ottobre 2018 ai Manhattan Beach Studios nella California meridionale, col titolo di lavorazione Project Huckleberry e sono terminate il 27 febbraio 2019.
Favreau ha affermato che la stagione è stata girata principalmente su un grande palcoscenico con un video wall a 360º mentre alcune riprese sono state fatte in varie location a Los Angeles. Inoltre, alcune troupe hanno girato alcuni filmati in Islanda e in Cile. I filmati ottenuti sono stati integrati in set virtuali costruiti con il motore grafico Unreal di Epic Games e proiettati sul video wall. Questo ha permesso l'uso della fotografia in fase di incorporazione senza che gli attori venissero portati sul posto, ma portando il luogo dagli attori.
Il 19 ottobre 2018 George Lucas ha visitato il set della serie facendo una sorpresa di compleanno a Favreau. È stato in seguito rivelato che Lucas è stato coinvolto nella creazione della serie. Il 25 ottobre sono stati rubati dal set diversi oggetti di poco valore.
Il primo e il terzo episodio sono stati girati insieme in un unico blocco, Filoni e Chow infatti hanno lavorato ai loro episodi contemporaneamente.
Con questa serie Filoni ha fatto il suo debutto alla regia di un contenuto in live-action. Per Filoni, la serie è stata un'occasione per mettere in pratica le lezioni apprese da Lucas sulla regia in live-action durante la realizzazione della serie animata di Guerre stellari; ha inoltre descritto Favreau come un mentore che avrebbe approfondito la sua formazione e che lo avrebbe aiutato a superare specifiche sfide del live-action. Filoni ha anche svolto il ruolo di regista della seconda unità per gli altri registi, filmando per loro riprese rapide per loro quando erano impegnati in altre scene. Favreau ha notato che il quarto episodio della serie, Capitolo 4: Il rifugio, è stato il più difficile da realizzare a causa dell'ambientazione nella foresta e delle grandi scene d'azione, e ha scherzato sul fatto che questo è stato il motivo per cui Howard, la più inesperta tra i registi della stagione, è stata incaricata di dirigere quell'episodio. Howard si è sentita protetta dall'esperienza di Favreau e di Filoni, sentendosi a proprio agio nel rivolgersi a loro per qualsiasi domanda sulla regia e su Guerre stellari. Sia Filoni che Bryce Dallas Howard hanno goduto di ampia libertà individuale nella direzione dei loro episodi, questo ha sorpreso il padre di Howard padre, Ron Howard, che aveva diretto Solo: A Star Wars Story.
Gli impegni di Pascal per le riprese di Wonder Woman 1984 e la sua partecipazione ad una produzione di Broadway di Re Lear hanno fatto sì che le controfigure Brendan Wayne e Lateef Crowder interpretassero il Mandaloriano sul set in sua assenza, Pascal ha successivamente doppiato le battute. Pascal ha dichiarato di essersi sentito a disagio quando c'erano "più di un paio di pagine per una scena a tu per tu e di non essere in grado di esserne l'autore" dell'interpretazione. Ma ha detto che è stato "così facile, in un modo così pratico e poco eccitante, che la scelta è subito ricaduta su Wayne e Crowder". Wayne ha lavorato con Pascal per sviluppare i movimenti del personaggio.
Seconda stagione
Le riprese sono iniziate il 7 ottobre 2019, sempre col titolo di lavorazione Project Huckleberry e sono terminate l'8 marzo 2020, solo quattro giorni prima che le produzioni di tutto il mondo fossero chiuse a causa della pandemia di COVID-19. Nonostante questo, la pandemia ha comunque avuto un impatto sulla fase di post-produzione.
Favreau ha diretto il primo episodio. Nella seconda stagione gli attori ricevevano solo le sceneggiature per gli episodi in cui si trovavano e venivano portati sul set incappucciati per aumentare il livello di segretezza. Inoltre, molti membri del cast e della troupe non sapevano che il Jedi che appare nell'episodio finale sarebbe stato Luke Skywalker.
Come per la prima stagione George Lucas ha visitato il set mentre Filoni stava dirigendo la stagione. Sam Hargrave è stato assunto come regista della seconda unità per la stagione affermando che Favreau stava "cercando qualcuno... che avesse esperienza con l'azione" per introdurre "una nuova prospettiva e [portarla] ad un altro livello" per la stagione. Pascal in questa stagione rispetto alla prima è riuscito ad essere più presente sul set per interpretare il Mandaloriano. Le sue controfigure Brendan Wayne e Lateef Crowder sono tornate anche per questa stagione. Ulteriori riprese si sono svolte a Simi Valley, per l'episodio Capitolo 14: La tragedia.
Terza stagione
Le riprese della stagione sono iniziate il 13 ottobre 2021, al contrario delle prime due ha come titolo di lavorazione Buccaneer, con David Klein in qualità di direttore della fotografia.  Le riprese sono terminate il 29 marzo 2022; ma alcune riprese aggiuntive sono avvenute all'inizio di luglio 2022. Per il COVID-19, Favreau ha ritenuto che le riprese fossero in una situazione vantaggiosa poiché molti personaggi sono mascherati e la serie impiega "molto lavoro digitale che aumenta le cose", consentendo alla produzione di essere flessibile e rispettare i protocolli di sicurezza.
Inizialmente le riprese dovevano iniziare una volta terminate quelle di The Book of Boba Fett nel giugno 2021, ma non è stato possibile perché Obi-Wan Kenobi stava utilizzando i teatri di posa di Los Angeles. Esposito ha detto che la produzione non ha dovuto aspettare che Pascal completasse le riprese della serie The Last of Us poiché il Mandaloriano è sotto un elmo.

### Effetti speciali
La Industrial Light & Magic, sussidiaria di Lucasfilm, ha collaborato con lo sviluppatore di videogiochi Epic Games per creare un nuovo sistema chiamato StageCraft basato sul motore grafico di Epic Unreal Engine. StageCraft è costituito da grandi schermi video a LED su cui è possibile rendere in tempo reale gli ambienti digitali per consentire agli attori di esibirsi. Durante la pre-produzione, il processo di fotografia virtuale è stato utilizzato per pianificare le riprese della serie e determinare quali ambienti sarebbero stati necessari sul set. Gli ambienti digitali sono stati poi creati dalla ILM e aggiunti a StageCraft pronti per la fotografia in live-action con gli attori. Alcuni di questi ambienti erano basati sulla fotografia di luoghi in paesi come l'Islanda e il Cile. Durante le riprese, gli ambienti digitali sono stati renderizzati su un videowall in tempo reale, permettendo ai registi e agli attori di vedere gli ambienti. Le immagini riprodotte sul video wall in tempo reale erano spesso di qualità sufficientemente alta da poter essere utilizzate come effetti finali quando si girava sul set.

## Colonna sonora
La colonna sonora delle prime due stagioni è stata composta da Ludwig Göransson; mentre quella della terza stagione è stata composta da Joseph Shirley.

## Promozione
Il 4 ottobre 2018 fu pubblicato il primo poster promozionale raffigurante un mandaloriano con un fucile. Una settimana dopo, Favreau pubblicò una foto sul suo profilo Instagram raffigurante un fucile con una canna a due punte, in riferimento all'arma di Boba Fett in The Star Wars Holiday Special. Jon Favreau, Dave Filoni e il cast principale hanno ospitato un incontro per The Mandalorian allo Star Wars Celebration di Chicago il 14 aprile 2019, dove è stato presentato il primo filmato in anteprima. Il primo poster e trailer sono stati mostrati al D23 Expo il 23 agosto 2019. Un secondo ed ultimo trailer è stato distribuito il 28 ottobre 2019 su YouTube. L'11 novembre è stata lanciata un'anteprima durante il Monday Night Football. Il 21 febbraio 2020 su YouTube è stato pubblicato il trailer in italiano.
Il 15 settembre 2020 è stato pubblicato su YouTube il trailer della seconda stagione. Mentre il 19 ottobre 2020 durante il Monday Night Football è stato diffuso lo Special Look Trailer della serie; reso disponibile il giorno dopo su YouTube. A partire dal 26 ottobre e fino al 21 dicembre 2020 il nuovo merchandising per la seconda stagione verrà reso disponibile ogni lunedì come parte dell'iniziativa Mando Mondays.
Filoni, Favreau e Sackhoff hanno promosso la terza stagione al panel Lucasfilm della Star Wars Celebration il 26 maggio 2022, mostrando il primo teaser ai presenti. Sono tornati per un panel su The Mandalorian e The Book of Boba Fett il 28 maggio insieme a Pascal, Esposito e Weathers, dove sono stati mostrati altri filmati della stagione. Filoni, Favreau e i membri del cast hanno promosso la stagione alla D23 Expo di settembre 2022, facendo debuttare anche un trailer. Un secondo trailer della stagione è stato pubblicato il 16 gennaio 2023, durante il Monday Night Football. Il trailer ha avuto 83,5 milioni di visualizzazioni globali nelle prime 24 ore, diventando il trailer più visto in quel periodo di tempo per una serie di Guerre stellari di Disney+; superando Obi-Wan Kenobi (58 milioni di visualizzazioni). Il giorno successivo è stato pubblicato il trailer in italiano su YouTube.

## Distribuzione
Su Disney+ gli episodi sono pubblicati su base settimanale a partire dal 12 novembre 2019. I primi due episodi sono stati pubblicati a pochi giorni di distanza rispettivamente il 12 novembre e il 15 novembre 2019. Il settimo episodio è stato pubblicato il 18 dicembre 2019 invece del 20 dicembre, per permettere il lancio dell'anteprima di Star Wars - L'ascesa di Skywalker, uscito lo stesso giorno. Alla data di uscita, nonostante il portale Disney+ fosse disponibile solamente negli Stati Uniti, Canada e Olanda, la serie era già disponibile con doppiaggi e sottotitoli in varie altre lingue (italiano incluso).
Con lo sbarco di Disney+ in Europa, alla fine di marzo 2020, gli episodi di The Mandalorian sono stati resi disponibili settimanalmente. James Whitbrook di io9 ha descritto questo approccio come "sconcertante" e "stupido". La distribuzione europea è iniziata il 24 marzo 2020, data di lancio della piattaforma in Italia, Regno Unito, Spagna, Germania e Svizzera. In Italia, il primo episodio è stato trasmesso in anteprima il 22 marzo 2020 sulla rete televisiva Italia 1, con due giorni di anticipo rispetto al lancio della piattaforma. Inoltre il primo episodio è stato trasmesso anche negli Stati Uniti su ABC, Freeform e FX il 24 febbraio 2023, in attesa dell'uscita della terza stagione.
La seconda stagione ha debuttato il 30 ottobre 2020 ed è terminata il 18 dicembre 2020.
Una terza stagione, in sviluppo già dall'aprile 2020, è stata confermata nel dicembre 2020 e pubblicata dal 1º marzo 2023.

### Edizione italiana

#### Doppiaggio
La direzione del doppiaggio italiano delle prime due stagioni venne affidata a Carlo Cosolo e Daniele Giuliani, su dialoghi di Gian Paolo Gasperi, per conto della SDI Media Italia s.r.l.; mentre alla partire dalla terza stagione, il doppiaggio italiano fu affidata alla Iyuno Rome, che si è occupata anche della sonorizzazione, con la direzione di Andreina D'Andreis (che ha fatto l'assistente al doppiaggio per due stagioni) e i dialoghi furono nuovamente curati da Gian Paolo Gasperi, con la supervisione artistica di Lavinia Fenu.

## Tematiche
Uno dei temi principali di The Mandalorian è la genitorialità e in particolare la paternità, rintracciabile nella dinamica del rapporto padre-figlio tra il Mandaloriano e Grogu. L'altro tema riguarda la questione del bene e del male e quella della natura contro cultura. Questi temi sono particolarmente accentuati quando per esempio Kuiil riprogramma IG-11 per trasformarlo da un droide cacciatore di taglie a una balia e droide protocollare per il Bambino.

## Accoglienza

### Critica
Tabella riepilogativa del gradimento della serie su Rotten Tomatoes e su Metacritic
| Stagione | Rotten Tomatoes      | Metacritic         |
| -------- | -------------------- | ------------------ |
| 1        | 93% (339 recensioni) | 70 (29 recensioni) |
| 2        | 93% (450 recensioni) | 76 (14 recensioni) |
| 3        | 87% (215 recensioni) | 70 (14 recensioni) |

Percentuale (%) di gradimentoEpisodio70758085909510012345678Stagione 1Stagione 2Stagione 3Accoglienza critica per episodio del sito Ro...
Prima stagione
Su Rotten Tomatoes la stagione ha ricevuto una valutazione complessiva del 93% con una media di 7.95 su 10, basata su 337 recensioni. Il consenso della critica recita: "Ricco di azione e sapientemente realizzato - anche se a volte un po' troppo ostinato - The Mandalorian è un'aggiunta gradita all'universo di Guerre stellari che trae grande vantaggio dalla carineria del suo carico". Su Metacritic la stagione ha ottenuto un punteggio medio ponderato di 70 su 100 (recensioni generalmente favorevoli) basato su 29 recensioni.
Zaki Hasan del San Francisco Chronicle ha dichiarato che la serie consente al franchise di avere una seconda chance con Boba Fett trasferendo le caratteristiche salienti del personaggio su uno completamente nuovo lasciando al pubblico dei riferimenti familiari. Ha aggiunto: "Nell'arco di tre episodi, c'è tutta l'essenza di ciò che The Mandalorian è: una sensazione. Una bella sensazione, badate, ma piuttosto che avere una qualche specifica qualità narrativa, è quella sensazione che fa parlare. Gli effetti visivi, sonori, l’aspetto generale del prodotto è proprio tutto azzeccato. È una produzione raffinata che su ogni fotogramma e per tutto il tempo di visione sbandiera ogni centesimo speso".
Scrivendo per The Ringer, Micah Peter afferma: "È difficile da considerare come qualcosa di più di un episodio che esiste esclusivamente per impostare quello successivo. Ma ci sono ancora molte cose piacevoli da scoprire, ed è anche una serie Disney con astronavi e lumache di mare giganti, quindi non ha bisogno di essere Quarto potere. Potrebbe, tuttavia, essere il prossimo grande TV Western".
Seconda stagione
Su Rotten Tomatoes la stagione ha ricevuto una valutazione complessiva dell'85% con una media di 7.40 su 10, basata su 109 recensioni. Il consenso della critica recita: "Con i preferiti dei fan e volti nuovi in abbondanza sia davanti che dietro la telecamera, la seconda stagione di The Mandalorian consolida il suo posto come una delle saghe più coinvolgenti ed emozionanti di Guerre stellari". Su Metacritic la stagione ha ottenuto un punteggio medio ponderato di 76 su 100 (recensioni generalmente favorevoli) basato su 14 recensioni.
Terza stagione
Su Rotten Tomatoes la stagione ha ricevuto una valutazione complessiva dell87% con una media di 7.55 su 10, basata su 215 recensioni. Il consenso della critica recita: "Il chilometraggio può variare di un paio di parsec man mano che The Mandalorian diventa sempre più un tessuto connettivo della più ampia tradizione di Guerre stellari, ma questa rimane una delle avventure più coinvolgenti in una galassia lontana lontana." Su Metacritic la stagione ha ottenuto un punteggio medio ponderato di 70 su 100 (recensioni generalmente favorevoli) basato su 14 recensioni.

### Primati
A quattro giorni dalla sua uscita, The Mandalorian ha fatto registrare una forte domanda negli Stati Uniti rispetto a quattro delle più importanti serie originali in streaming del 2019: The Umbrella Academy, When They See Us, Dark Crystal - La resistenza di Netflix e Good Omens di Prime Video. Tuttavia, ha registrato meno del 40% della domanda di Netflix su Stranger Things ed era dietro ad altre serie affermate come quella della DC Universe Titans, né era nella top 10 delle migliori serie on-demand, sulle reti televisive e servizi digitali per la settimana dal 10 al 16 novembre. TV Time di Whip Media, un'applicazione popolare che consente agli utenti di tenere traccia delle serie e dei film che stanno guardando (o che desiderano guardare), ha affermato che il numero di persone interessate a The Mandalorian era raddoppiato per la settimana successiva e ha notato che ha ottenuto il maggior guadagno di qualsiasi altra serie mostrata.
La seconda stagione di The Mandalorian è apparso nella top 10 di Nielsen (prima serie in assoluto di Disney+), piazzandosi al terzo posto nella settimana del 26 ottobre, con un totale di 1 miliardo di minuti trasmessi in streaming quella settimana, appena dietro a The Office e a La regina degli scacchi. La serie è diventata la più vista a novembre, raggiungendo il 29% degli spettatori, battendo La regina degli scacchi di circa il 20%. Nella settimana del 14 dicembre, il pubblico è aumentato ulteriormente ed è riuscito a raggiungere finalmente il numero 1 nelle classifiche Nielsen, battendo The Office con un totale di 1,3 miliardi di stream.
La terza stagione di The Mandalorian secondo Parrot Analytics, che analizza il coinvolgimento dei consumatori nelle ricerche sui consumatori, nello streaming, nei download e sui social media, la stagione è stata la serie originale in streaming più richiesta negli Stati Uniti, nella settimana dal 25 febbraio al 3 marzo 2023 e nella settimana dal 4 marzo al 10 marzo 2023. Secondo TV Time, è stata la serie televisiva streaming più trasmessa rispetto a tutte le altre piattaforme negli Stati Uniti, nella settimana del 5 marzo 2023, nella settimana del 12 marzo 2023, nella settimana del 19 marzo 2023, nella settimana del 26 marzo 2023, nella settimana del 2 aprile 2023 e nella settimana del 9 aprile 2023.

### Impatto sul settore
The Mandalorian è stata la prima produzione ad essere filmata utilizzando il rendering in tempo reale per ambienti realistici e parallasse. Favreau credeva che la tecnologia StageCraft sviluppata per la serie avrebbe avuto un impatto significativo sulla produzione di film e serie televisive in futuro. Ha attribuito le scoperte fatte con la tecnologia al supporto di Kathleen Kennedy, che era responsabile sia della Lucasfilm sia della ILM, nonché alla sua spinta all'innovazione, e al precedente lavoro svolto da George Lucas sulle nuove tecnologie per i film di Guerre stellari. Favreau ha anche riconosciuto che gran parte della tecnologia coinvolta in StageCraft non è proprietaria ed è prontamente disponibile per gli altri, semplicemente non era stata combinata in questo modo prima. Favreau ha invitato altri registi e studi cinematografici a visitare il set della serie e vedere come veniva utilizzata la nuova tecnologia, notando che Lucas e altri registi come James Cameron avevano fatto lo stesso quando stavano lavorando a progetti cinematografici innovativi. Favreau ha aggiunto che le aziende che lavorano sulle nuove tecnologie della serie, tra cui la ILM, Epic e la MPC, sono state incoraggiate a condividere il loro lavoro e sviluppare la tecnologia oltre i requisiti della serie. Diversi attori che hanno lavorato alla serie, tra cui Carl Weathers e Giancarlo Esposito, hanno elogiato molto la tecnologia e il modo in cui ha permesso loro di agire all'interno dell'ambiente piuttosto che fingere di fronte allo schermo verde. Dopo aver appreso lezioni sulla tecnologia durante la produzione della prima stagione di The Mandalorian, la ILM è stata in grado di fare diversi progressi a partire dalla seconda stagione. Ciò includeva la transizione da StageCraft a un prodotto completamente interno che utilizzava il motore grafico della ILM, Helios, anziché Unreal Engine della Epic. Nel febbraio 2020 la ILM ha annunciato che stava rendendo disponibile la sua tecnologia StageCraft a tutti i registi e studi di produzione come una soluzione completa end-to-end. A dicembre 2020 è stato annunciato che tre volumi StageCraft aggiuntivi-in Los Angeles, Londra e Australia erano in costruzione.

## Riconoscimenti
La serie ha ottenuto numerosi premi e candidature per i suoi valori di recitazione, regia, scrittura, effetti visivi e produzione. Tra questi riconoscimenti, è stata candidata per 6 Primetime Emmy Awards e 33 Primetime Creative Arts Emmy Awards, tra cui 14 vinti. Le prime due stagioni della serie sono state candidate come Miglior serie drammatica. Alla cerimonia del 2021, ha pareggiato per il maggior numero di candidature (24 candidature), e ha pareggiato per il maggior numero di premi vinti (7 vinti) alla Creative Arts ceremony nel 2020. Giancarlo Esposito, Timothy Olyphant, Taika Waititi e Carl Weathers hanno ricevuto candidature agli Emmy per le loro esibizioni. Gli episodi Capitolo 1: Il Mandaloriano, Capitolo 2: Il Bambino e Capitolo 16: Il salvataggio hanno vinto ciascuno due Emmy per i loro risultati tecnici.

## Sequel e spin-off
Il 13 novembre 2019, il direttore commerciale (CCO) di Walt Disney Studios Alan Horn ha dichiarato che, se The Mandalorian dovesse avere successo, potrebbe essere sviluppato un film sequel basato sulla serie. Il 5 dicembre 2019, Favreau ha detto che c'era l'opportunità di esplorare i personaggi della serie in altri film o serie di Guerre stellari. Il 4 febbraio 2020, Bob Iger ha dichiarato che sono stati presi in considerazione alcuni spin-off su The Mandalorian e con la possibilità di inserire più personaggi alla serie e di condurre quei personaggi in una propria direzione in termini seriali". Parlando di questo nell'ottobre 2020 Favreau ha detto che man mano che vengono introdotti più personaggi attraverso la serie, "stiamo iniziando ad esplorare dove potremmo andare", e dato il tempo di produzione più veloce per le serie televisive rispetto ai film, la Lucasfilm potrebbe essere "più reattiva" alle reazioni del pubblico per determinare potenziali spin-off. Inoltre, Favreau ha guardato alla sua esperienza di lavoro nel Marvel Cinematic Universe, dove le storie più piccole esistono all'interno della narrazione più ampia, come una potenziale guida per uno spin-off. Per quanto riguarda il potenziale di far apparire il personaggio in un film di Guerre stellari, Favreau e Pascal erano entrambi aperti all'idea, ma Favreau non ha "nessuna fretta" di espandere la serie.
Il 10 dicembre durante il Disney Investor Day 2020 sono state annunciate le serie televisive spin-off Rangers of the New Republic e Ahsoka. Entrambe le serie sono sviluppate da Favreau e Filoni, e sono ambientate all'interno della linea temporale di The Mandalorian, nonché spin-off, e termineranno in un "evento culminante".
Il 25 novembre 2021, la Disney e la Lucasfilm annunciarono che la produzione della serie Rangers of the New Republic era stata annullata dopo il licenziamento di Gina Carano, e le sceneggiature degli episodi scritte fino a quel momento le avrebbero incorporate come idee per la terza stagione di The Mandalorian.

### The Book of Boba Fett
Nel novembre 2020 venne presa in considerazione una serie televisiva spin-off incentrata su Boba Fett. Il 21 dicembre 2020 è stata ufficialmente annunciata con il titolo The Book of Boba Fett ed un mese dopo è iniziata la produzione. La serie, attualmente composta da una stagione di 7 episodi è debuttata su Disney+ il 29 dicembre 2021.

### Zen - Grogu and Dust Bunnies
Il 12 novembre 2022, a tre anni dall'inizio di The Mandalorian, è stato pubblicato su Disney+ il corto animato Zen - Grogu and Dust Bunnies. Il corto è prodotto dalla casa di produzione giapponese Studio Ghibli in collaborazione con Lucasfilm.

## Opere derivate

### Disney Gallery: The Mandalorian
Nel 2020 è stata pubblicata una serie making-of.

### Libri
Nel giugno 2020, la Lucasfilm ha annunciato la pubblicazione di libri e fumetti tie-in. Per la prima stagione sono stati annunciati: un artbook dal titolo The Art of The Mandalorian (Season One), scritto da Phil Szostak, edito da Abrams Books, pubblicato il 1º dicembre 2020 (inizialmente prevista per novembre); un romanzo originale per adulti, dal titolo The Mandalorian Original Novel, scritto da Adam Christopher, edito da Del Rey Books. La linea editoriale include anche fumetti Marvel Comics e IDW, una guida visiva a cura di Pablo Hidalgo e pubblicata da Dorling Kindersley e una trasposizione letteraria per ragazzi di Joe Schreiber.
Un mese dopo la guida visiva di Hidalgo e The Mandalorian Original Novel sono stati cancellati nel marzo 2021. Hidalgo ha dichiarato nel dicembre 2021 che il programma editoriale era stato interrotto per evitare eventuali contraddizioni o restrizioni che potrebbero essere sorte tra il materiale pubblicato e la serie spin-off in fase di sviluppo.

### Videogiochi
Nel novembre 2020 Minecraft ha diffuso un contenuto scaricabile a tema Guerre stellari, che includeva luoghi e personaggi di The Mandalorian.
Din Djarin e Grogu appaiono in Fortnite Battle Royale, nell'evento della quinta stagione del Capitolo 2: Punto Zero. Anche il fucile da cecchino e il jetpack di Djarin erano disponibili come articoli.
Alcuni dei personaggi della serie sono personaggi giocabili in Disney Magic Kingdoms.
I personaggi delle prime due stagioni della serie sono stati resi disponibili come contenuti scaricabili per LEGO Star Wars: La saga degli Skywalker.
Brawlhalla ha rilasciato dei contenuti dedicati alla serie durante la patch 9.01.

### Flipper
A maggio 2021, Stern Pinball ha commercializzato un flipper basato sulle prime due stagioni della serie televisiva, come la Razor Crest e Grogu, la voce dell'attore Carl Weathers e la musica del compositore Ludwig Göransson.

## Casi mediatici
Nel febbraio 2021, Lucasfilm ha dichiarato che Gina Carano era stata licenziata a causa di un post che aveva pubblicato sui social media e ritenuto "ripugnante e inaccettabile" in cui paragonava il Partito Repubblicano all'Olocausto. Carano era stata avvertita per 2 mesi dei suoi post inappropriati dai dirigenti della Lucasfilm. I post di febbraio 2021 sono stati "l'ultima goccia" che ha portato al suo licenziamento. L'Amministratore delegato della Disney Bob Chapek ha detto che Carano è stata licenziata perché i suoi post non erano in linea con i valori della Disney, che secondo lui erano "universali" e non politici. The Hollywood Reporter ha riferito che il ruolo di Cara Dune interpretato da Carano non sarebbe stato assegnato ad una nuova attrice, sebbene gli addetti ai lavori ritenevano che il personaggio sarebbe stato ancora una possibilità per motivi legati alla storia e al merchandising.
Parlando dell'assenza di Cara Dune nella terza stagione, Famuyiwa ha detto che il personaggio era ancora "una grande parte... del mondo" e che Favreau si è preso del tempo per gestire la sua improvvisa scomparsa. Tuttavia, i creatori  sapevano che "il cuore della serie televisiva" era il Mandaloriano e Grogu. Dave Filoni ha dichiarato che la terza stagione racconta "principalmente la storia dei mandaloriani, della saga e della storia mandaloriana", e di come questo influisca sulla storia del duo.